# Krisztina Magát
Krisztina Magát (* 2. März 1989) ist eine ungarische Gewichtheberin.
Sie belegte 2009 bei den Europameisterschaften den elften und bei den Weltmeisterschaften den 19. Platz im Superschwergewicht. 2010 war sie bei Europameisterschaften Elfte und bei den Weltmeisterschaften 18. Außerdem wurde sie in diesem Jahr U23-Vize-Europameisterin. Bei der Universiade 2011 erreichte Magát den vierten Platz. Bei den Weltmeisterschaften 2011 hatte sie jedoch im Stoßen keinen gültigen Versuch. 2012 wurde sie bei den Europameisterschaften Sechste. Bei den Europameisterschaften 2013 in Tirana gewann sie mit 220 kg im Zweikampf in der Klasse über 75 kg hinter der Polin Sabina Baginska und der Ukrainerin Hanna Kosenko die Bronzemedaille, nachdem die Goldmedaillengewinnerin Switlana Tschernjawska wegen eines positiven Dopingtests disqualifiziert wurde. Im Herbst des Jahres wurde sie selbst bei einer Trainingskontrolle positiv auf Oxandrolon getestet und vom 23. September 2013 bis zum 23. September 2015 für zwei Jahre gesperrt. Bei der EM 2017 in Split errang Magát mit 234 kg im Zweikampf noch einmal die Bronzemedaille. 
Bei den Europameisterschaften im Gewichtheben 2018 errang Magát mit 236 kg im Zweikampf die Silbermedaille. Im Reißen stemmte sie mit 104 kg die größte Last. Im Stoßen musste sie sich mit 132 kg der Polin Aleksandra Mierzejewska mit 134 kg geschlagen geben. Es ist ihr bisher größter Erfolg.
Krisztina Magát arbeitet als Kindergärtnerin.